# Хаєцький Андрій Іванович
Андрі́й Іва́нович Хає́цький (нар. 7 січня 1988 року, Одеса) — український поет. З 2024 року — член Українського ПЕНу.

## Біографія
Народився 7 січня 1988 року на Одещині. Навчався в Любашівській школі-гімназії. У школі ходив до театрального гуртка, а на районних конкурсах виступав як чтець.
У 2010 році закінчив Одеський національний політехнічний університет.
Перші вірші почав писати ще у школі російською мовою, однак з 2012 або 2013 року повністю перейшов на українську.
З 2013 по 2016 рік працював у Одеському коледжі економіки, права та готельно-ресторанного бізнесу на посаді заступника директора з соціально-економічних питань та заступника директора з питань розвитку.
У 2015 році брав участь у Першому міжнародному літературному фестивалі в Одесі. Того ж року був учасником культурно-мистецького проєкту «Бесарабські діалоги», ініційованого Міністерством культури України та українським письменником Андрієм Курковим.
27 вересня 2016 року в Одеській обласній універсальній науковій бібліотеці їм. М. Грушевського Андрій Хаєцький презентував свою дебютну книгу віршів «Три крапки», в яку увійшли вірші, написані в період з 2012 по 2016 рік. Публіка та критики позитивно сприйняли книгу, зокрема поет Дмитро Лазуткін зазначив: «Тут і характер, і особиста життєва позиція, і відвертість. А ще ціле море любові і запах степових трав. Гарне поєднання!». 
У 2016 році брав участь у 23-му Форумі Видавців у Львові в рамках першого аудіотеатру в Україні «Театр вух».
У 2017 році у ЗМІ повідомлялось, що Андрій Хаєцький написав вірш у відповідь Івану Дорну, який заявив, що «зі мною в труні мій український паспорт».
З 2017 по 2019 рік обіймав посаду заступника директора з адміністративно-господарської роботи Одеського коледжу економіки, права та готельно-ресторанного бізнесу.
У 2018 році знову брав участь у Форумі видавців, цього разу з аудіовиставою «ЧУЖІ» за однойменною повістю Олени Андрейчикової, а також у межах спеціального проєкту «Поезія».
З 2019 по 2021 рік працював в Одеському обласному центрі патріотичного виховання та організації дозвілля дітей та молоді.
Станом на 2022 рік, працював координатором AHF Wellness Center в Одесі.
Після російського вторгнення в Україну долучився до волонтерства, одночасно брав участь у літературній діяльності. Зокрема, брав участь у Книжковому арсеналі й проєкті «Meridian Czernowitz» та проводив літературні читання з Катериною Калитко.
У 2024 році став членом організації «Український ПЕН».

### Арешт у справі про пожежу в Одесі 4 грудня 2019 року
4 грудня 2019 року в Одеському коледжі економіки, права та готельно-ресторанного бізнесу виникла пожежа, яка забрала життя 16 людей.
15 травня 2020 року прокуратура Одеської області повідомила про появу двох нових підозрюваних у справі. Одним із них виявився Андрій Хаєцький. Того ж дня йому заочно вручили підозру про скоєння злочину, а 22 травня Київський районний суд Одеси обрав поетові запобіжний захід у вигляді тримання під вартою на 2 місяці без права внесення застави за статею 270 Кримінального кодексу України.
Незважаючи на те, що Андрій Хаєцький звільнився з коледжу ще 18 листопада й передав усі справи, прокуратура заявила, що підозрюваний перебував на посаді до 2 грудня 2019. Також у прокуратурі зазначили, що чоловік переховувався від правоохоронних органів, у зв'язку з чим був оголошений у розшук.
Арешт викликав бурхливу реакцію серед громадськості, журналістів та правозахисників, звинувачення називають абсурдними. Місцева журналістка Олена Ротарі повідомляє, що Хаєцький не переховувався від слідства та самостійно з'явився до слідчих та суду. Також журналісти зазначили, що він не міг перебувати в розшуку і проходив у справі як свідок. Правозахисник Борис Бабін зазначив, що з усіх підозрюваних у справі у Хаєцького найсуворіший запобіжний захід, попри те, що в нього є інвалідність 3-ї групи через проблеми із серцем. Адвокат підозрюваного Юлія Токаєва заявила, що Хаєцький не був особою, яка відповідала за протипожежну безпеку у коледжі.
На підтримку Андрія Хаєцього виступили Віталій Свічинський, Зоя Казанжи, Олена Добровольська, Олена Ротарі, Борис Бабін, Алім Алієв, Катерина Ножевнікова, Борис Херсонський, Григорій Козьма, Катерина Калитко, Олег Сенцов, Уляна Супрун, а також Український ПЕН.
28 травня відбулось засідання Апеляційного суду Одеси, який скасував ухвалу Київського районного суду Одеси та змінив запобіжний захід на особисту поруку народних депутатів Анатолія Урбанського та Сергія Колебошина. Під будівлею суду в Одесі, під Міністерством внутрішніх справ у Києві та у Львові відбулись акції на підтримку поета.